# Museu de Zoologia João Moojen
Museu de Zoologia João Moojen, ou MZUFV é um museu público de história natural, localizado na cidade de Viçosa. O museu é parte da Universidade Federal de Viçosa, sendo vinculado ao Departamento de Biologia Animal. Sua sede fica na casa número 32 da Vila Gianetti.
O museu foi oficialmente criado em 1993, mas suas peças mais antigas datam de 1933. O nome do museu é uma homenagem a João Moojen, o primeiro professor de zoologia da Escola Superior de Agricultura e Veterinária do Estado de Minas Gerais, que viria a se tornar a Universidade Federal de Viçosa. Além de material coletado por Moojen, o museu possui peças coletadas pelo renomado zoólogo José Cândido de Mello Carvalho, que também foi professor da instituição. 
O MZUFV possui uma das coleções mais representativas da Zona da Mata Mineira, com mais de 20 mil de espécimes preservados de aves, anfíbios, mamíferos, peixes, répteis e fósseis. Neste contexto, destacam-se peças representando espécies atualmente extintas em Minas Gerais, como a ariranha. 
A coleção de mamíferos em 2021 contava com 4878 espécimes de 218 espécies, incluindo dois parátipos e exemplares dos Estados Unidos e do continente africano. 
Além de seu valor científico, a exposição do museu recebe estudantes de Viçosa e outras cidades da Zona da Mata, Vale do Aço e Campos das Vertentes.